# لينجه

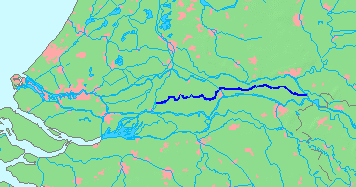
الموقع

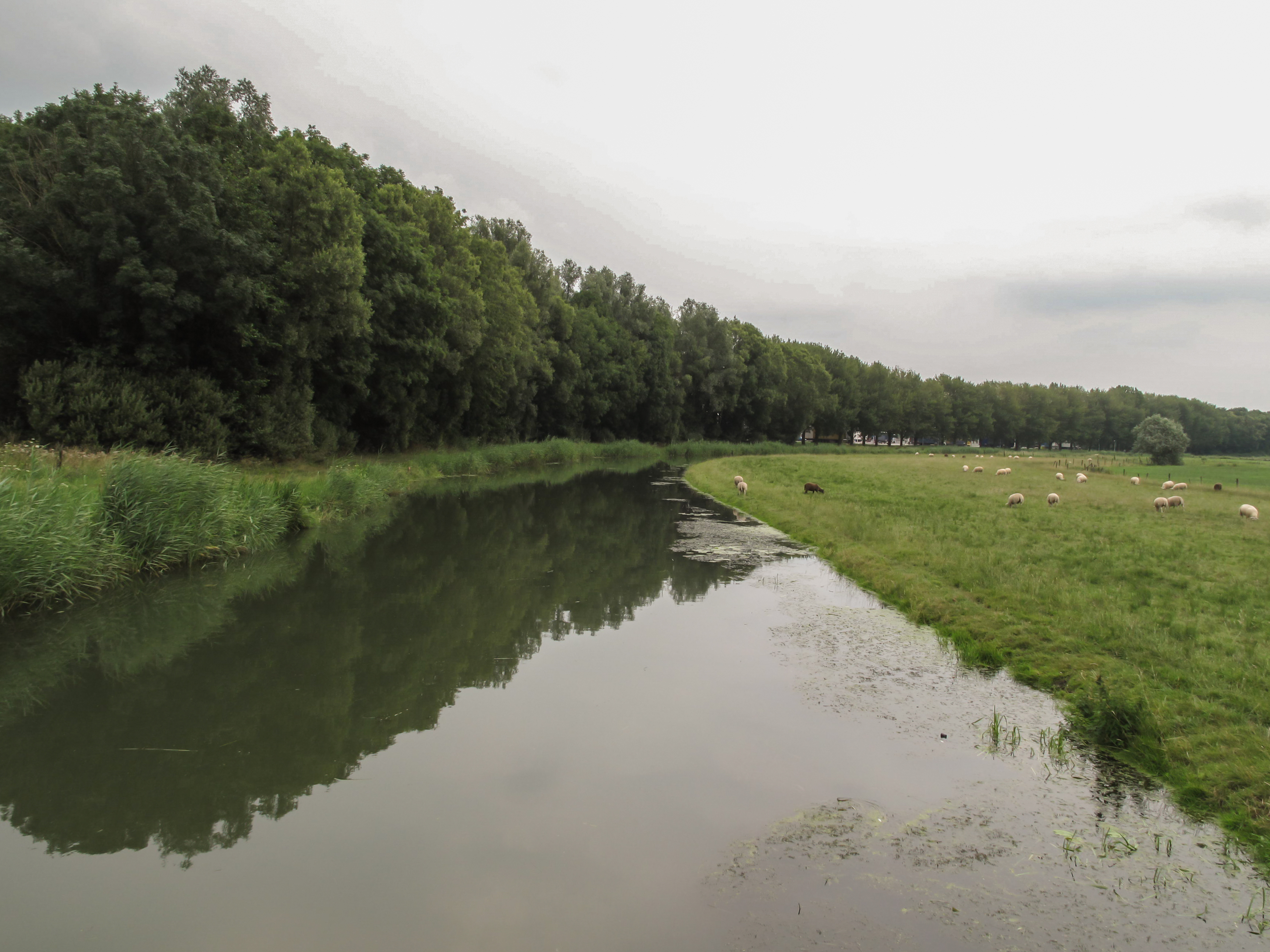
نهر لينجه بالقرب من إلديك

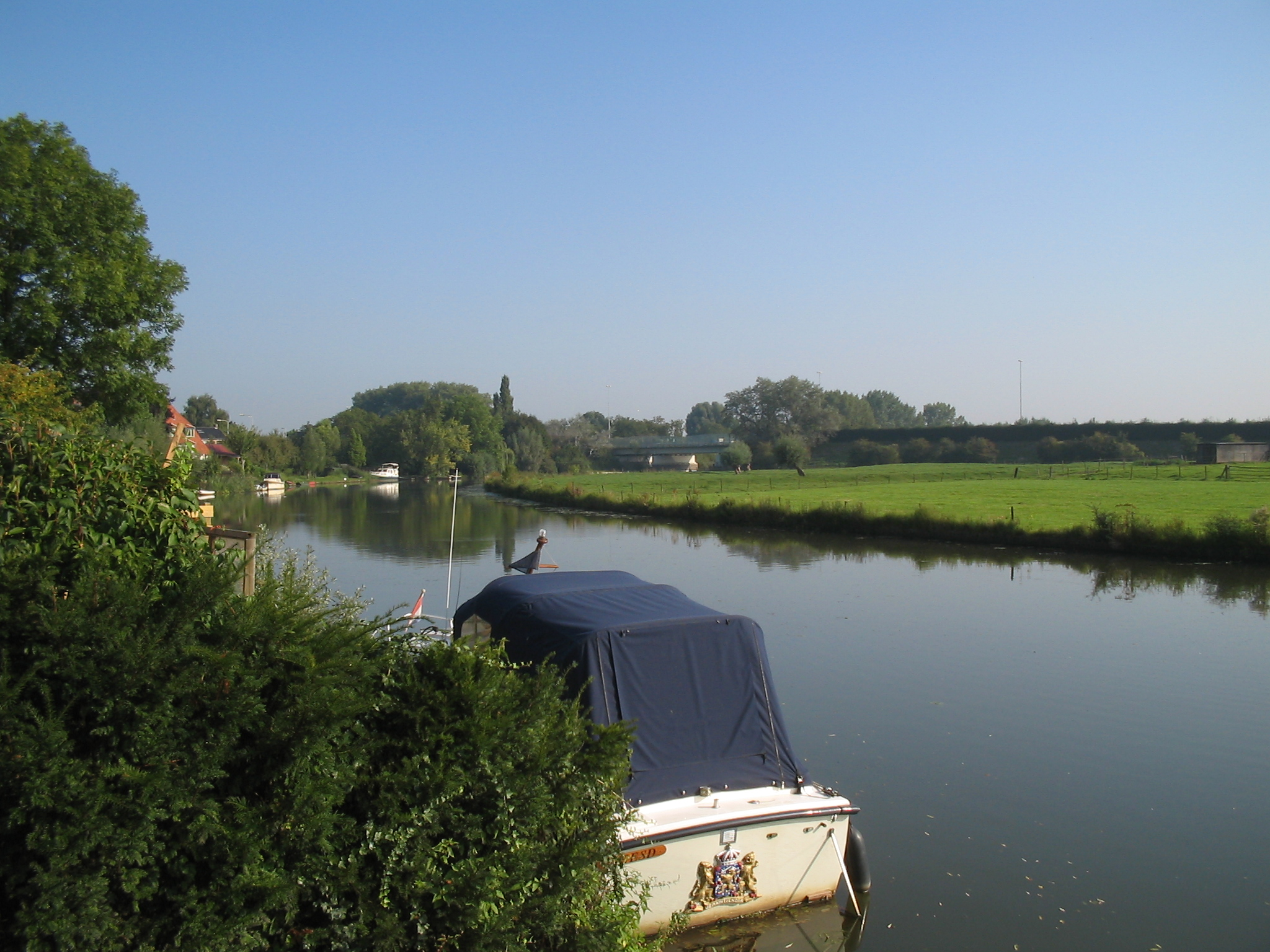
نهر لينجه بالقرب من Beesd

لينجه هو نهر في باتافيا يبلغ طوله 99. 8 كم، مما يجعله واحداً من أطول الأنهار التي تتدفق بالكامل داخل هولندا.